# Mirkopolje
 Mirkopolje  falu Horvátországban Zágráb megyében. Közigazgatásilag Krašićhoz tartozik.

## Fekvése
Zágrábtól 43 km-re délnyugatra, községközpontjától 4 km-re délre a Kulpa bal partján fekszik. 

## Története
A település első írásos említése 1316-ban történt "terra seu possessio Mirkouopole" alakban. A Pribics család birtoka volt, akik 1316-ban a Babonicsoknak adták el, attól kezdve az ozalyi uradalom része volt. Az 1316-os adásvételi okiratban megtalálható a birtok pontos határleírása, melyben számos szomszédos birtok és település neve maradt fenn. 
A falunak 1857-ben 66, 1910-ben 144 lakosa volt. Trianon előtt Zágráb vármegye Jaskai járásához tartozott. 2001-ben 96 lakosa volt. 

## Lakosság
| Lakosság változása | Lakosság változása | Lakosság változása | Lakosság változása | Lakosság változása | Lakosság változása | Lakosság változása | Lakosság változása | Lakosság változása | Lakosság változása | Lakosság változása | Lakosság változása | Lakosság változása | Lakosság változása | Lakosság változása |
| ------------------ | ------------------ | ------------------ | ------------------ | ------------------ | ------------------ | ------------------ | ------------------ | ------------------ | ------------------ | ------------------ | ------------------ | ------------------ | ------------------ | ------------------ |
| 1857               | 1869               | 1880               | 1890               | 1900               | 1910               | 1921               | 1931               | 1948               | 1953               | 1961               | 1971               | 1981               | 1991               | 2001               |
| 66                 | 88                 | 79                 | 113                | 134                | 144                | 138                | 167                | 269                | 177                | 165                | 156                | 130                | 137                | 96                 |

## Külső hivatkozások
- Krašić hivatalos oldala
- E. Laszowsky: Stara hrvatska Županija Podgorska, Zagreb 1899.